# ルドラヴァルマン3世
ルドラヴァルマン3世 (Rudravarman III) (ヤン・プ・スリ・ルドラヴァルマデヴァ Yang Pu Sri Rudravarmadevaとも) (ベトナム語:Chế Củ)はチャンパ王国の王である。宋史には"施里律茶槃麻常楊溥"として描かれている。在位期間は1061年から1074年。